# 法蒂瑪蘇丹
法蒂瑪蘇丹（?—1681年），卡西姆汗國最後一位皇后。
她是卡西姆汗阿爾斯蘭的妻子，1627年她丈夫死後俄羅斯沙皇米哈伊爾一世命她為年僅三歲兒子賽義德·布爾漢的攝政，直到1679年因兒子與俄羅斯公主結婚和推廣基督教引起穆斯林反抗而退位。
退位後仍保持基本權力，1681年她去世後汗國併入俄国。